# 棘 (植物)

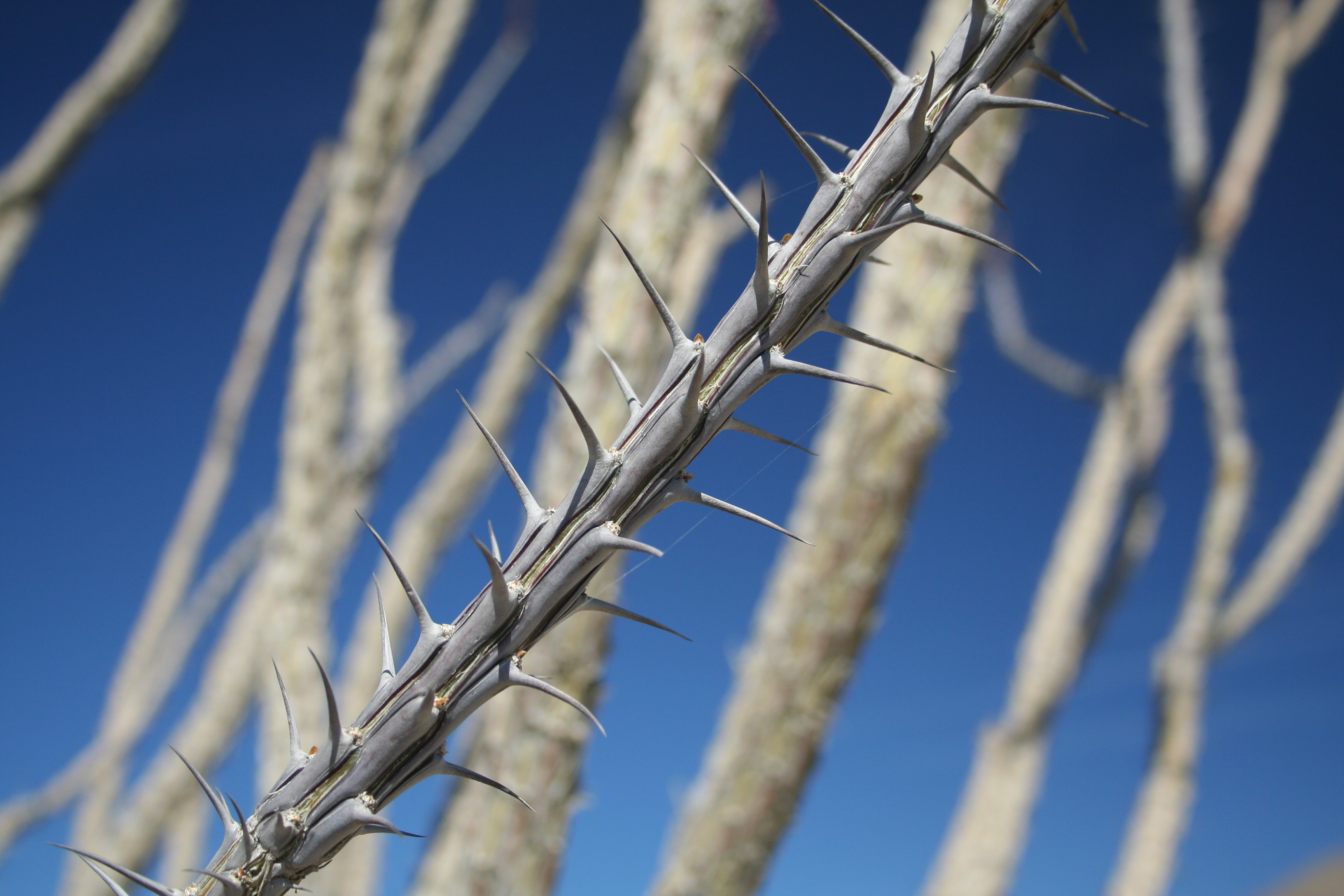
フォウクィエリア・スプレンデンス の棘。葉柄が変形して生じた構造である。

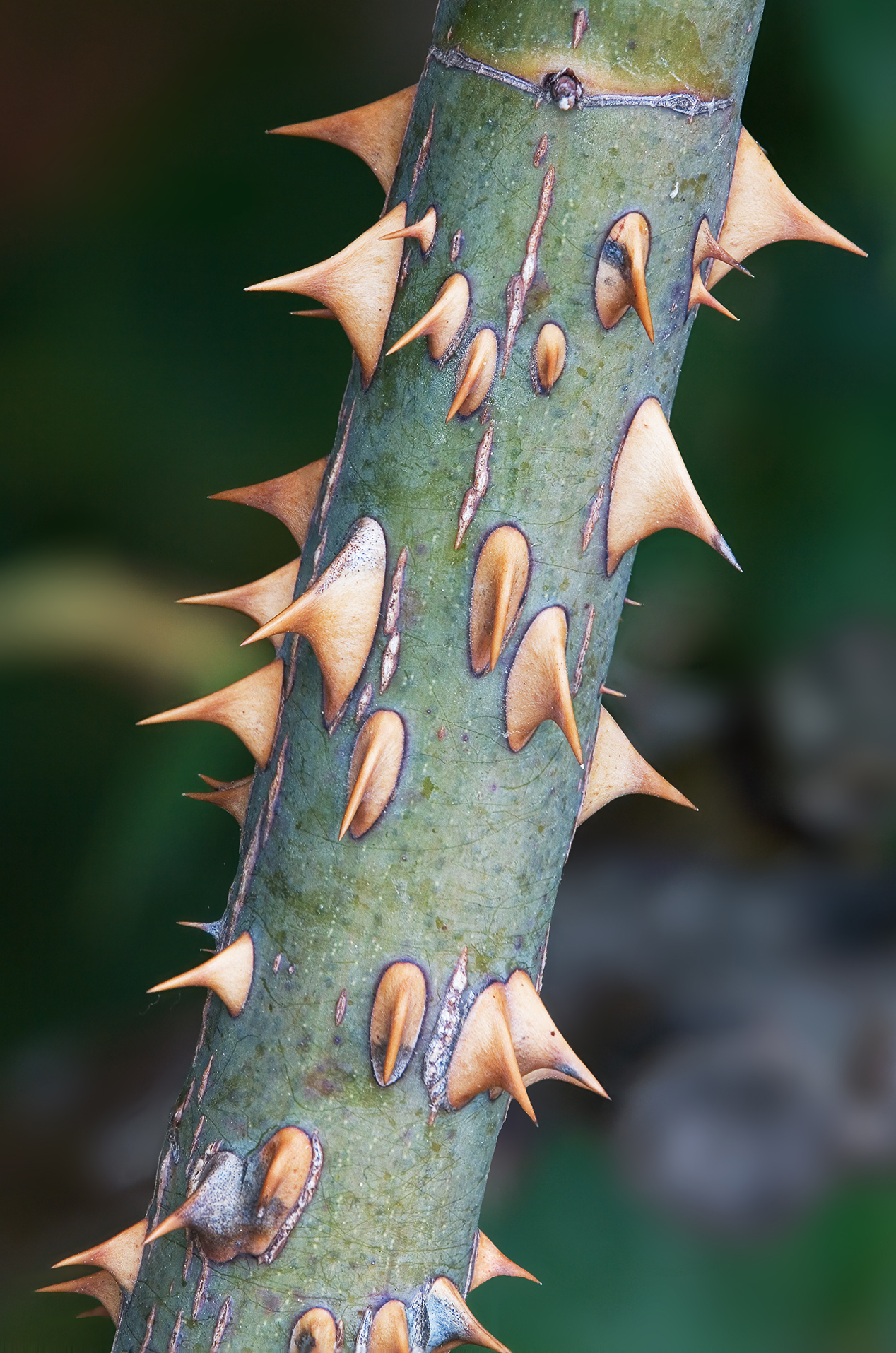
バラの棘

植物学において、棘（とげ、いばら）は植物体に生じる刺状構造の総称。厳密には、その成り立ちによって茎針（thorn）、葉針（leaf spine）、刺状突起体（prickle）などと区別されるが、本記事ではこれらの総称を棘と表記する。
これらの用語は以下のように使い分けられる。
- 茎針（thorn） - 茎や枝が変形して生じる構造。
- 葉針（leaf spine） - 葉や托葉、葉柄が変形して生じる構造。
- 刺状突起体（prickle） - 毛と類似するが、より粗いものを指す（バラのトゲなど）。茎の表皮や樹皮から生じる構造[2][3]。

なお、茎針と葉針は、ともに維管束をもつ構造であるため区別する必要は無く、刺状突起体は維管束を持たないためこれらから区別すべきとする主張もある。

## 概要
植物の棘は、はじめは砂漠など生育に適さない環境の植物が、捕食者から身を守るために発達させた可能性が示唆されている。しかし、その形態や役割は多様で、その成り立ちや形状によってさまざまな名称が与えられる。
植物の棘は、サンザシ属やミカン属のように鋭い枝として生じる棘（茎針）、サンセベリアなどのように葉の先端に小さく生じる棘（葉針）、アカシアのように托葉が変形して生じる棘、バラのトゲのように茎に生じる棘（刺状突起体）などがある。サボテンの仲間であるウチワサボテン亜科やハシラサボテン亜科などでは、短枝に付く全ての葉が変形して棘となっている。
なお、ウチワサボテンなどが持つかえしのある棘は、芒刺として区別されることもある。

## 機能、役割
植物の棘はさまざまな機能を持っている。例えば、動物の攻撃から身を守る役割を持っていると考えられている。動物からの防御という解釈については「推測に過ぎない」と批評されることもあるが、コウモリ以外の哺乳類がいないニューカレドニアに棘をもつ植物が極めて少ないことや、草食動物が多い地域では鋭い棘が発達した植物が多数あるといった観察事例から、動物の捕食に対する防御（捕食回避）という解釈が支持されることもある。またイラクサのように、茎や葉に形成する微細な棘から蟻酸を分泌し、シカなどの踏み付けから身を守るという機構をもつ植物もある。
つる植物も多数の棘を持つことが多いが、これは動物からの保護だけでなく、他の物にその棘を引っ掛けて生長するために用いられていると考えられている。
また、サボテンなど乾燥帯に生育する植物では、葉を棘状に変形させて水分の蒸散量を抑えることで、乾燥耐性をもつとされている。

## 人間との関係

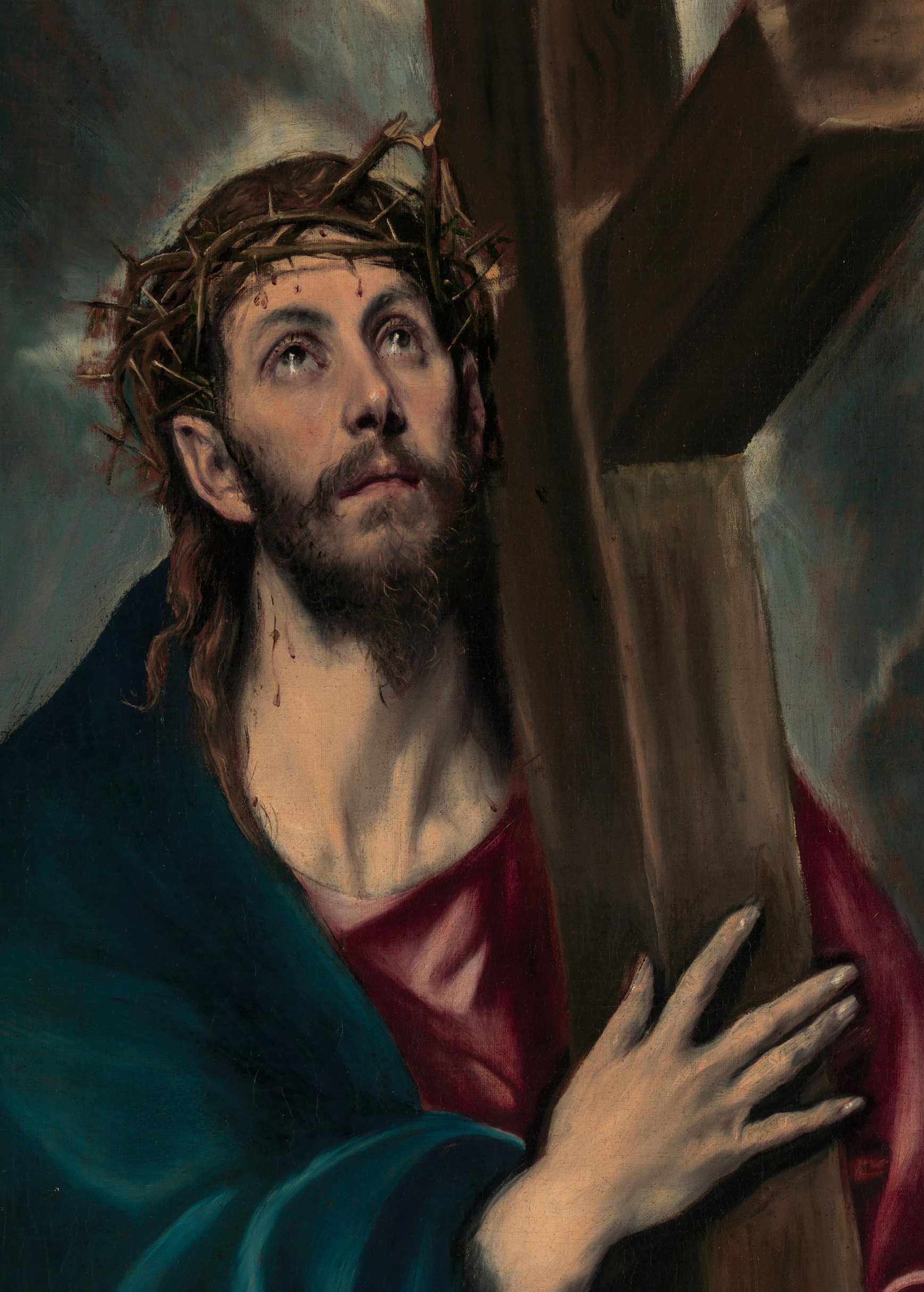
茨の冠を被されたキリスト（エル・グレコ）

### 利用
植物の棘は、古くから人間に利用されてきた。住居侵入に対する防護策として、棘のある植物を窓の周りや家の周辺に植えて、強盗などの侵入を防止するのにも用いられている。また、穀物などを野生動物から守るためにも、サンザシやリュウゼツランなどの棘を持つ植物が利用される。他の地域から棘をもつ植物を移入して、そのような用途で利用することもあり、アフリカではアメリカハリグワやサンセベリア属の種が導入されて利用されている。

### 文化
植物の棘は神話や聖書などでも度々取り上げられている。
植物の棘が描かれている最も有名なものとしては、イエス・キリストが磔刑になる前にかぶされていた茨の冠がある。イバラで編まれたこの冠は、受難の象徴として描かれている (新約聖書 27:29)。
また『創世記』では、アダムとイブの罪に対する罰として、棘をもつ植物（イバラ、アザミ）が創造されたとされている（『創世記』3:18）。
ローマ神話では、キューピッドがバラの花を摘んだところ、花の中にいた蜂に刺されたという逸話が残る。キューピッドを憐れんだ女神ヴィーナスが蜂を捕まえてその針を抜き、その針をバラに植え付けた。そのためバラには棘があることになった。
ギリシャ神話にも、古代ギリシャの伝説的な奴隷として知られるアンドロクレスの話で、植物の棘が重要な場面に登場する話がある。その中で、アンドロクレスが森の中で植物の棘が足に刺さっているライオンを助けたために、のちに皇帝にライオンの餌にされそうになった時に命拾いした、というストーリーが描かれている。この神話は「ライオンと羊飼い」としてイソップ物語にも収められている。また、1912年にはジョージ・バーナード・ショウが「アンドロクレスと獅子」（原題：Androcles and the Lion）として戯曲化、1952年にはこれを基にした同名のアメリカ映画（Androcles and the Lion）がRKOピクチャーズで制作された。
なお、苛立っている状況を「イライラする」というが、その語源は植物の棘にある。
江戸時代まで、草や木のトゲのことを、イラと呼んでいた。トゲがたくさんある様子はイライラ。次第にトゲにつかれたような、不快な感じも意味するようになり、更に、ゆとりがなく、せかされている感じをイライラというようになった。